# Rebordelos (Carballo)
Rebordelos (llamada oficialmente San Salvador de Rebordelos) es una parroquia y una aldea española del municipio de Carballo, en la provincia de La Coruña, Galicia.

## Entidades de población
Entidades de población que forman parte de la parroquia:
- Carballedo
- Cestro
- Constenla (Costenla)
- Leira
- Rebordelos
- Sambade
- Vilar de Peras (Vilar de Peres)

## Demografía

### Parroquia
| Gráfica de evolución demográfica de Rebordelos (parroquia) entre 2000 y 2021 |
|                                                                              |
| Datos según el nomenclátor publicado por el INE.                             |

### Aldea
| Gráfica de evolución demográfica de Rebordelos (Aldea) entre 2000 y 2021 |
|                                                                          |
| Datos según el nomenclátor publicado por el INE.                         |